# Глейшер-Вью
Глейшер-Вью (англ. Glacier View) — статистически обособленная местность, расположенная в боро Матануска-Суситна (штат Аляска, США) с населением в 234 человека по статистическим данным переписи 2010 года.

## География
По данным Бюро переписи населения США статистически обособленная местность Глейшер-Вью имеет общую площадь в 1167,05 км², из которых 1160,83 км² занимает земля и 6,22 км² — вода. Площадь водных ресурсов составляет 0,53 % от всей его площади.
Статистически обособленная местность Глейшер-Вью расположена на высоте 1273 метров над уровнем моря.

## Демография
По данным переписи населения 2000 года в Глейшер-Вью проживало 249 человека, 61 семья, насчитывалось 104 домашних хозяйств и 260 жилых домов. Средняя плотность населения составляла около 0,2 человека на один квадратный километр. Расовый состав Глейшер-Вью по данным переписи распределился следующим образом: 88,76 % белых, 0,4 % — чёрных или афроамериканцев, 7,23 % — коренных американцев, 0,4 % — азиатов, 3,21 % — представителей смешанных рас.
Из 104 домашних хозяйств в 26 % — воспитывали детей в возрасте до 18 лет, 51 % представляли собой совместно проживающие супружеские пары, в 4,8 % семей женщины проживали без мужей, 40,4 % не имели семей. 36,5 % от общего числа семей на момент переписи жили самостоятельно, при этом 9,6 % составили одинокие пожилые люди в возрасте 65 лет и старше. Средний размер домашнего хозяйства составил 2,39 человек, а средний размер семьи — 3,11 человек.
Население статистически обособленной местности по возрастному диапазону по данным переписи 2000 года распределилось следующим образом: 26,5 % — жители младше 18 лет, 2,4 % — между 18 и 24 годами, 24,9 % — от 25 до 44 лет, 34,9 % — от 45 до 64 лет и 11,2 % — в возрасте 65 лет и старше. Средний возраст жителей составил 43 года. На каждые 100 женщин в Глейшер-Вью приходилось 122,3 мужчин, при этом на каждые сто женщин 18 лет и старше приходилось 125,9 мужчин также старше 18 лет.
Средний доход на одно домашнее хозяйство в статистически обособленной местности составил 36 429 долларов США, а средний доход на одну семью — 46 250 долларов. При этом мужчины имели средний доход в 13 542 доллара США в год против 36 250 долларов среднегодового дохода у женщин. Доход на душу населения в статистически обособленной местности составил 14 855 долларов в год. Все семьи Глейшер-Вью имели доход, превышающий уровень бедности, 4 % от всей численности населения находилось на момент переписи населения за чертой бедности, при том все жители младше 18 и старше 65 лет имели совокупный доход, превышающий прожиточный минимум.